# TRACON
Centro de Controle Terminal (é também conhecido como Terminal Radar Approach CONtrol ou TRACON nos Estados Unidos) é um centro de controle de tráfego aéreo que está localizado dentro das vizinhanças de um aeroporto. Esta área de controle que em média está localizada num raio de 40 a 54NM (ou aproximadamente de 72 a 98 km), numa altitude que compreende do MSL (Nível Médio do Mar) até 14.500 pés. No Brasil, o Centro de Controle Terminal é mais conhecido como Controle de Aproximação ou Controle de Saída (Approach Control ou Departure Control). É também exercido nos principais aeroportos brasileiros, por militares da FAB.